# (3997) Taga
(3997) Taga est un astéroïde de la ceinture principale.

## Description
(3997) Taga est un astéroïde de la ceinture principale. Il fut découvert le 6 décembre 1988 à Dynic par Atsushi Sugie. Il présente une orbite caractérisée par un demi-grand axe de 2,42 UA, une excentricité de 0,17 et une inclinaison de 3,6° par rapport à l'écliptique.

## Compléments